# ماکسین نایتینگل
ماکسین نایتینگل (انگلیسی: Maxine Nightingale؛ زادهٔ ۲ نوامبر ۱۹۵۲) یک موسیقی‌دان اهل بریتانیا است. وی از سال ۱۹۶۸ میلادی تاکنون مشغول فعالیت بوده‌است.